# 迪克氏固曲齒鯛
迪克氏固曲齒鯛，又稱黑帶椒雀鯛，俗名為厚殼仔，為輻鰭魚綱鱸形目隆頭魚亞目雀鯛科的其中一種。

## 分布
本魚分布於印度太平洋區，包括東非、紅海、馬爾地夫、斯里蘭卡、安達曼海、日本、台灣、中國南海、菲律賓、馬來西亞、泰國、印尼、馬紹爾群島、密克羅尼西亞、帛琉、諾魯、新幾內亞、澳洲等海域。

## 深度
水深0至20公尺。

## 特徵
本魚體側扁，近圓形。口小，眼睛有淺藍色的環和淺紫色的斑紋，魚體黃褐色，每一鱗片均具黑緣，幼魚體色較深；尾柄前有一黑色寬橫帶，尾柄與尾鰭白色。繁殖期具婚姻色，尾柄與尾鰭變成鮮黃色。背鰭硬棘12枚、背鰭軟條16至18枚、臀鰭硬棘2枚、臀鰭軟條14至16枚。體長可達11.6公分。

## 生態
本魚棲息在珊瑚茂盛、水流較平緩的珊瑚礁、潟湖
，單獨活動，具領域性，屬雜食性，以絲狀藻與小型底棲甲殼類為主食，產黏著卵。

## 經濟利用
可飼養來觀賞，非食用魚。